# Сологашвили, Анна Ильинична
Анна Ильинична Сологашвили (груз. ანა სოლოღაშვილი, 1882, Меджврисхеви — 1937) — грузинский политик, одна из пяти женщин — членов Учредительного собрания Грузии (1919—1921), кроме Сологашвили в него вошли Кристина Шарашидзе, Элеонора Тер-Парсегова-Махвиладзе, Елизавета Накашидзе-Болквадзе и Минадора Орджоникидзе-Торошелидзе.

## Биография

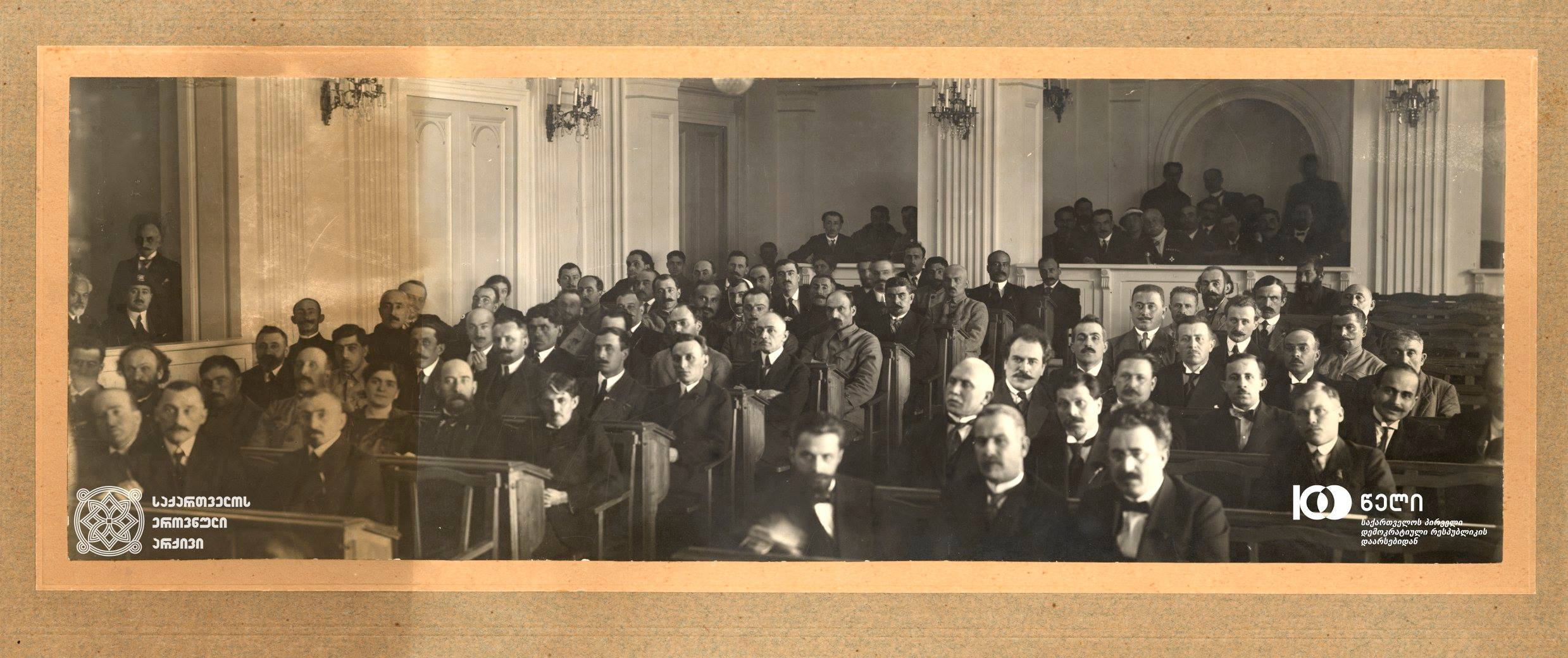
Учредительное собрание Грузии. Сологашвили третья справа во втором ряду, левая сторона

Из древнего княжеского рода Сологашвили.
Окончила историко-филологический факультет Харьковского университета по специальности история.
Член грузинской социал-демократической партии с 1903 года. Распространяла марксистскую литературу, организовывала книготорговлю, участвовала в создании народного общедоступного театра. Подвергалась аресту, была судима.
Подписала Декларацию независимости Демократической Республики Грузия, была избрана в Тифлисский городской совет. 12 марта 1919 года избрана членом Учредительного собрания Республики Грузия по списку Социал-демократической партии Грузии. Член редакционной, пенсионной и центральной избирательных комиссий, секретарь библиотечной комиссии. Была инициатором принятия ряда законов и указов.
После советизации Грузии вела подпольную антисоветскую деятельность. Член нелегального Комитета женщин Социал-демократической партии Грузии, оказывающего помощь политзаключенным и их семьям; в 1922 году Комитет был преобразован в единый союз организаций, борющихся с большевистским режимом, «Грузинский политический красный крест».
С 1925 года на преподавательской работе в Южной Осетии.
В 1937 году арестована районным отделом НКВД Юго-Осетинского автономного округа, приговорена к высшей мере наказания по обвинению в антисоветской и антихозяйственной пропаганде, шовинистских настроениях и связях с меньшевистским лидером Ноем Рамишвили.